# 切雷托堡
切雷托堡（義大利語：Cerreto Castello）曾是意大利比耶拉省的一个市镇。总面积2平方公里，人口639人，人口密度319.5人/平方公里（2009年）。ISTAT代码为096017。
2019年1月1日，切雷托堡与夸雷尼亚合并为新的夸雷尼亚切雷托市镇。